# 小行星1776
小行星1776（1776 Kuiper）是一顆位於小行星帶的小行星。於1960年9月24日被科内利斯·約翰內斯·萬·豪敦、湯姆·赫雷爾斯和英格麗·萬·豪敦-格勒內費爾德發現於帕洛马山天文台。
該小行星以美國天文學家杰拉德·柯伊伯命名。

## 外部連結
- JPL Small-Body Database Browser on 1776 Kuiper

| 前一小行星： 1775 Zimmerwald | 小行星列表 | 後一小行星： 1777 Gehrels |